# Hosszú futásodra mindig számíthatunk
A Hosszú futásodra mindig számíthatunk 1969-ben készült magyar dokumentumfilm.
Schirilla György, aki hosszútávfutásaival és a jeges Duna átúszásaival tette hírnevessé egykor magát, a nagy októberi szocialista forradalom ötvenéves évfordulójának tiszteletére pedig elfutott Moszkvába.
Egy kis magyar faluban, Kenderesen bisztrót építettek a tiszteletére (melyet eredetileg róla is akartak elnevezni, de mivel élő emberről nem lehetett, ezért végül a Sport bisztró nevet kapta). Gazdag Gyula filmrendező kamerája jelen volt a futás egyes szakaszain és az avatási ünnepségen. Az erősen ironikus film címe abból fakad, hogy a tanácselnök a falu határában alkalmi „verssel” köszöntötte Schirillát, ennek egyik sora volt ez a mondat: Hosszú futásodra mindig számíthatunk.